# Klimagipfel 2014
Der Climate Summit 2014, auch als Ban-Ki-moon-Gipfel bezeichnet, war ein Sondergipfel zum Klimawandel, den UN-Generalsekretär Ban Ki-moon im September 2013 angekündigt hatte. Er fand am 23. September 2014 in New York City statt und ist nicht zu verwechseln mit der UN-Klimakonferenz COP20 vom 1. bis 12. Dezember 2014 in Lima.
Zu dem Gipfel lud Ban Verantwortliche aus Regierungen, der Privatwirtschaft und der Zivilgesellschaft ein, sich gemeinsam und mit konkreten Aktionen für eine CO2-ärmere Welt zu engagieren. Obwohl der Fokus des Gipfels eher auf Initiativen und Aktionen als auf politischen Verhandlungen zwischen den Ländern lag, wird er dennoch als ein wichtiger Meilenstein zum Schließen der Emissionslücke, dem Unterschied zwischen den Reduktionsversprechen und den tatsächlich zum Erreichen des Zwei-Grad-Ziels nötigen Einsparungen, gesehen und sollte den Weg ebnen zu einem neuen Klima-Vertragswerk, das auf der UN-Klimakonferenz in Paris (COP21) verabschiedet werden soll.

## Entwicklungen und Positionen im Vorfeld
Nach der Klimakonferenz von Warschau (COP19) war der Ban-Ki-moon-Gipfel die nächste Zusammenkunft wichtiger Staats- und Regierungsvertreter zum Thema Klimawandel. Konkrete Taten wurden erwartet, will die Staatengemeinschaft ihr Ziel erreichen, die globale Erwärmung im Vergleich zum vorindustriellen Niveau unter 2 °C zu halten. Da die zweite Verpflichtungsperiode des Kyoto-Protokolls im Jahr 2020 ausläuft, soll im Rahmen der UNFCCC ein neues weltweites Regelwerk zum Klimaschutz mit Emissionsreduktionszielen für alle Staaten erarbeitet werden, das bei der COP20 in Lima schon als Entwurf vorliegen und bei der COP21 in Paris verabschiedet werden soll. Der Ban-Ki-moon-Gipfel war nicht Teil dieser Verhandlungen, wird aber als Katalysator für intensive Klimapolitik und als Indikator für die Reduktions- und Klimaschutz-Ambitionen der Staaten verstanden. Vor diesem Hintergrund waren die Regierungsspitzen sowie Vertreter des Privatsektors und der Zivilgesellschaft aus aller Welt eingeladen:

“I challenge you to bring to the Summit bold pledges. Innovate, scale-up, cooperate and deliver concrete action that will close the emissions gap and put us on track for an ambitious legal agreement through the UNFCCC process.”

„Ich fordere Sie heraus, zu diesem Gipfel mutige Versprechen beizutragen. Bringen Sie Innovationen, Lösungen, Kooperationen und konkrete Taten mit, die uns helfen werden, die Emissionslücke zu schließen, und uns auf den Weg bringen, durch den UNFCCC-Prozess zu einer ambitionierten Rechtsvereinbarung zu gelangen.“

Im Dezember 2013 berief UN-Generalsekretär Ban den früheren Präsidenten von Ghana, John Kufuor, und Jens Stoltenberg, den früheren Premierminister Norwegens, zu Sondergesandten für den Klimawandel, die ihn im Zusammenhang mit dem Klimagipfel unterstützen und ihm mit ihrem Ratschlag zur Seite stehen sollen.
Zur Vorbereitung auf den Klimagipfel fand am 4. und 5. Mai 2014 in Abu Dhabi, VAE, das Abu Dhabi Ascent zur Vernetzung von Regierungen, privatwirtschaftlichen Akteuren und der Zivilgesellschaft statt.
Am 16. September ernannte Ban Ki Moon Leonardo DiCaprio zum Friedensbotschafter der Vereinten Nationen, der sich vor allem für das Klima engagieren werde, und der seine erste Rede auf dem Klimagipfel hielt.

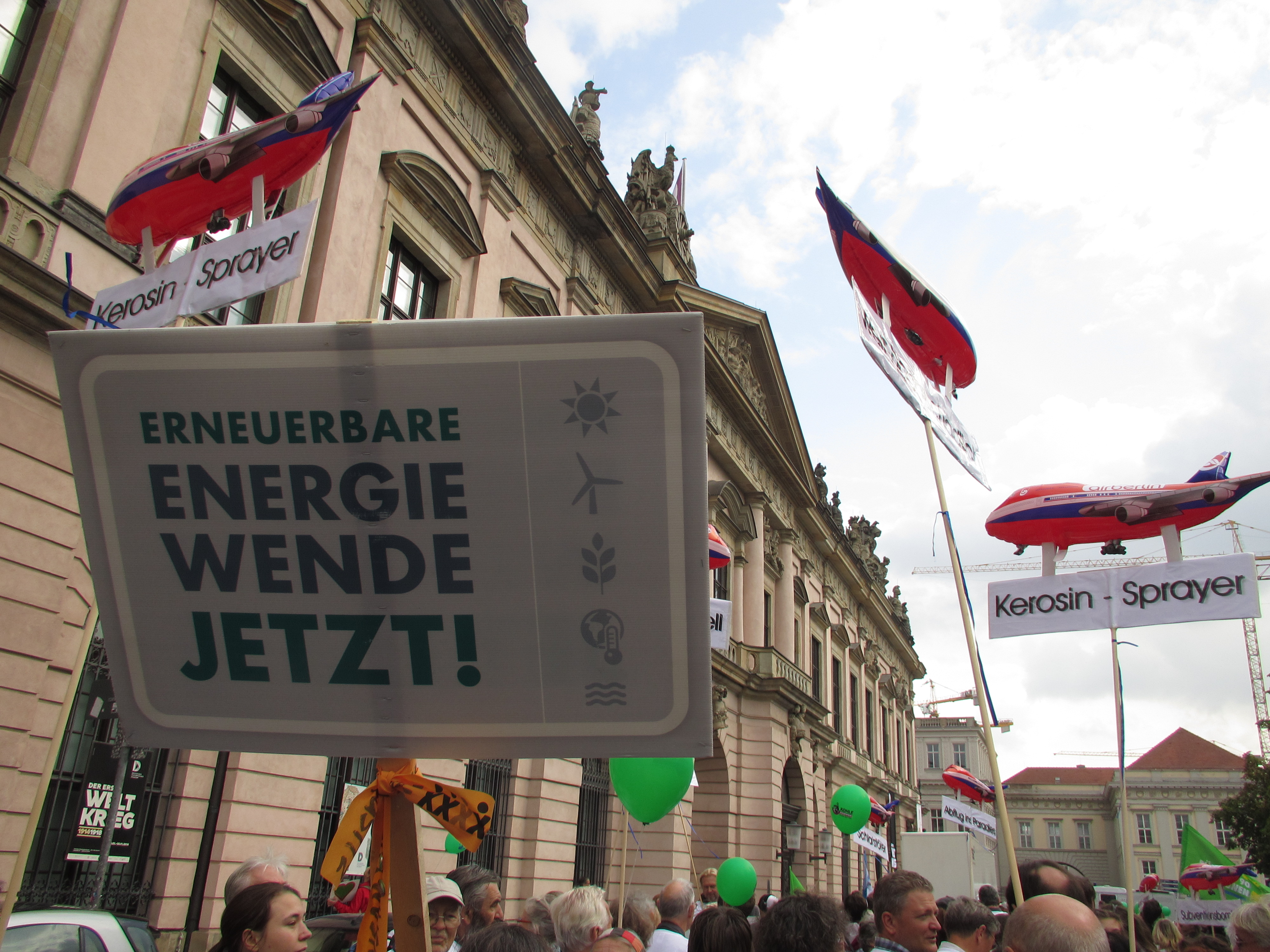
„Mal schnell die Welt retten“ Klima-Demo in Berlin – als Teil des globalen People’s Climate March (21. September 2014)

Am 21. September kam es in vielen Städten weltweit zu Demonstrationen für eine bessere Klimaschutzpolitik und eine Energiewende. Alleine in New York demonstrierten mehr als 300.000 Menschen für mehr Klimaschutz; womit diese Veranstaltung nach Angaben der Organisatoren die bis dato größte Klimaschutzdemonstration aller Zeiten war. An der Demonstration nahmen unter anderem Ban Ki Moon, Leonardo DiCaprio, Edward Norton, Sting, Al Gore und New Yorks Bürgermeister Bill de Blasio teil.

## Konferenzort und Teilnahme
Der Klimagipfel fand am 23. September 2014 im UN-Hauptquartier in New York City statt, genau einen Tag vor dem Beginn der jährlichen UN-Generalversammlung.
Zum Klimagipfel eingeladen waren führende Vertreter von Regierungen, Industrie, Handels- und Finanzsektor sowie zivilgesellschaftliche Organisationen und Lokalverantwortliche. Im Vorfeld wurde dabei der Frage, ob die Regierungschefs – und wegen ihres hohen Anteils am Klimawandel insbesondere diejenigen der Industriestaaten – persönlich teilnehmen oder unterrangige Vertreter entsenden werden, eine große Bedeutung beigemessen. Der politische Nutzen und mögliche Ergebnisse des Gipfels wurden sehr stark von der Beteiligung einzelner Regierungschefs abhängig gemacht, wie etwa der deutschen Bundeskanzlerin Angela Merkel, US-Präsident Barack Obama und anderen Staatschefs der G7 oder der Schwellenländer.
Im Gegensatz zu Barack Obama sowie Frankreichs Präsident François Hollande nahm Angela Merkel nicht am Ban-Ki-moon-Gipfel teil, sondern hielt die Eröffnungsrede am Tag der Deutschen Industrie. Merkel wird von Bundesumweltministerin Barbara Hendricks vertreten, die bei den eigentlichen Gipfelgesprächen aber nicht teilnehmen darf. Ban Ki-moon nahm aus Verärgerung über die Absage nicht an Merkels Petersberger Klimadialog im Juli 2014 in Berlin teil. Die Bundesvorsitzende der Grünen, Simone Peter, bezeichnete das Fernbleiben Merkels als „Blamage für die deutsche Politik“. Die Grünen-Sprecherin Annalena Baerbock schrieb in der Frankfurter Rundschau, das Verhalten der Bundeskanzlerin erinnere „stark an das einer Schulschwänzerin, die den Unterricht wegen fehlender Hausaufgaben gleich ganz ausfallen lässt“.
Im Rahmen der Eröffnungsveranstaltung sprachen unter anderem Bill de Blasio, Rajendra Pachauri, Al Gore, Li Bingbing und Leonardo DiCaprio.

## Agenda und Ergebnisse
Der Klimagipfel war nicht Teil des Verhandlungsprozesses im Rahmen des UNFCCC, vielmehr war das Ziel des Gipfels, verschiedene Akteure wie Regierungen, Wirtschaft und Zivilgesellschaft zusammenzubringen und ihnen zu ermöglichen, Ideen und Erfahrungen auszutauschen, Initiativen zu entwickeln und neue Möglichkeiten und Synergien zu entdecken.
Als ein Treffen nicht nur von politischen Funktionären, sondern auch zivilgesellschaftlichen Organisationen und der privaten Wirtschaft wurde der Klimagipfel als eine der hochkarätigen Veranstaltungen zum Klimawandel im Jahr 2014 angesehen. Insbesondere Umwelt- und Entwicklungsorganisationen (Nichtregierungsorganisationen) erhofften sich von dem Gipfel den Startschuss zu ambitionierterem Handeln gegen den Klimawandel vonseiten der Politik und des Wirtschafts- und Finanzsektors. Als zivilgesellschaftliche Kampagne rund um den Gipfel mobilisierten die Klimaschutzorganisation 350.org, Avaaz und weitere mit dem People’s Climate March in New York viele Menschen und sensibilisierten für die anstehenden Entscheidungen im UNFCCC-Prozess, sowohl in Lima als auch in Paris.